# Alessio II (patriarca di Mosca)
Alessio II, in slavo ecclesiastico Aleksij II (cirillico: Алекси́й II), al secolo in russo Aleksej Michajlovič Ridiger (cirillico: Алексей Михайлович Ри́дигер), in estone Aleksei Rüdiger (Tallinn, 23 febbraio 1929 – Peredelkino, 5 dicembre 2008), è stato un arcivescovo ortodosso russo, quindicesimo patriarca della Chiesa ortodossa russa.

## Biografia
Figlio di un prete ortodosso, si diplomò al seminario di Leningrado nel 1949, fu ordinato diacono nel 1950 e, in seguito, prete e monaco. Si laureò all'Accademia clericale di Leningrado nel 1953. Il 14 agosto 1961 venne scelto come vescovo di Tallinn capitale della RSS Estone. Il 23 giugno 1964 divenne arcivescovo, mentre il 25 febbraio 1968, a soli 39 anni, metropolita. Dopo la morte, nel 1990, del patriarca Pimen I, fu chiamato a succedergli come patriarca della Chiesa Ortodossa di Russia. Alessio II conduceva una vita pastorale molto attiva. Appariva molto frequentemente alla televisione russa, incontrandosi con diversi esponenti politici. Nonostante tali incontri, il patriarca diceva chiaramente che la Chiesa non intende e non intendeva affatto interferire nella vita politica del Paese.
Il 9 maggio 2006 Alessio II ha espresso un forte apprezzamento nei confronti di papa Benedetto XVI: "il pontificato di Benedetto XVI diventerà celebre e sarà ricordato" poiché le sue dichiarazioni "di sviluppare i rapporti con la Chiesa ortodossa, infondono speranza che la situazione cambierà per il meglio". Dopo aver sottolineato che "il destino dell'Europa è indissolubilmente legato al cristianesimo e la cultura europea si è nutrita nei secoli in modo organico di valori cristiani", valori che oggi tendono ad essere messi in secondo piano, Alessio II ha indicato il terreno comune sul quale cattolici e ortodossi sono chiamati ad unire le proprie forze, per far fronte alle sfide che attraversano l'Europa: la "perdita delle aspirazioni spirituali nella società dei consumi"; il "culto auto-referenziato e fine a se stesso del consumismo"; il pericolo di uno scontro tra civiltà; l'ondata laicista che tende a relegare la fede in ambito privato.
Alessio II muore per infarto a Peredelkino, nella sua residenza fuori Mosca, il 5 dicembre 2008, dopo una lunga malattia. In quell'occasione, nella città italiana di Bari, fu indetto lutto cittadino e fu rimandata la cerimonia di consegna della locale Chiesa russa al Patriarcato, a cui avrebbe dovuto presenziare il presidente Medvedev.